# Štítov
Štítov település Csehországban, Rokycanyi járásban. Štítov Trokavec, Příkosice, Skořice és Mirošov településekkel határos. Lakosainak száma 52 fő (2024. január 1.).

## Népesség
A település lakosságának változását az alábbi diagram mutatja:
| Lakosok száma | 194  | 178  | 157  | 91   | 54   | 59   | 63   | 59   | 44   | 52   |
|               | 1869 | 1900 | 1921 | 1961 | 1980 | 2011 | 2016 | 2019 | 2021 | 2024 |